# Шидловский, Константин Михайлович
Константи́н Миха́йлович Шидло́вский (1872, Харьков — 1920, Крым) — государственный деятель, екатеринославский губернатор. Статский советник, камергер. Почётный член Бахмутского уездного попечительства детских приютов. Почётный мировой судья Звенигородского уезда Киевской губернии.

## Биография
Из дворянского рода Шидловских. Служил в ведомстве министерства внутренних дел.
До 1904 г. — звенигородский уездный предводитель дворянства Киевской губернии.
С 5 ноября 1904 г. — олонецкий вице-губернатор.
В 1904—1906 гг. — член Олонецкого губернского управления Красного Креста, член совета Петрозаводского благотворительного общества.
С 19 августа 1906 г. до 19 сентября 1907 г. — воронежский вице-губернатор.
С 22 сентября по 16 ноября 1907 г. — астраханский вице-губернатор.
С 16 ноября 1907 г. до 30 июня 1909 г. — минский вице-губернатор.
С 30 июня 1909 г. до 23 августа 1910 г. — екатеринославский губернатор.
Организатор Южно-Российской выставки 1910 г.
Почётный член Бахмутского уездного попечительства детских приютов. Почётный мировой судья Звенигородского уезда
Казнён в период большевистского красного террора в Крыму.

## Награды
- Орден Святого Станислава 2 степени.
- Орден Короны Румынии 5 степени.

## Семья
Жена — Наталья Петровна (Мань де Корветто) (1877, Павловск (Санкт-Петербург) — ок. 1948, Ульяновская область). Дети — Евгения (1894—1996), Михаил (1900—1945), Лидия (1904-?).